# Меїр Тувіанський
Меїр (Міша) Тувіанський (івр. מאיר טוביאנסקי; 20 травня 1904, Ковно, Російська імперія — 30 червня 1948, Ізраїль) — капітан Армії оборони Ізраїлю, необґрунтовано звинувачений в зраді під час Війни за незалежність Ізраїлю та розстріляний. Після додаткового розслідування повністю реабілітовано.

## Біографія

### Молодість
Народився у сім'ї Віри та Якова Тувіанських. Закінчив єврейську гімназію у Ковно (Каунас). У 1922 році був призваний до армії Литовської республіки (яка на той момент вже була незалежною державою). В армії отримав кілька нагород за успішну службу. Після закінчення військової служби вступив до університету та став інженером.
Під час навчання в університеті приєднався до групи молоді, які створили сільськогосподарський кооператив за моделлю кібуца, і разом з ними наприкінці 20-х років переїхав до підмандатної Палестини, в поселення Біньяміна.

### Життя у Палестині
У Біньяміні захворів на малярію і за наполегливою порадою лікарів почав шукати фізично легшу роботу. Інженером йому влаштуватися не вдалося, і він вступив на службу до британської поліції.
З поліції його звільнили через відмову від переведення в Хайфу, де, як він побоювався, йому довелося б діяти проти євреїв. Був заарештований за підозрою у вбивстві араба та співпраці з єврейською підпільною воєнізованою організацією «Га'ана», але за результатами розслідування та суду виправданий.
З 1931 до 1934 рік працював у технічному відділі поліційної радіостанції, потім у компанії, зайнятій розробками родовищ солі Мертвого моря.
На початку Другої світової війни вступив в англійську армію і служив до закінчення війни в інженерних військах, де дослужився до звання майора.
Після закінчення війни демобілізувався і вступив на роботу інженером до британської компанії «Махане Алленбі» в Єрусалимі. Потім працював в єрусалимській електричній компанії «Хеврат хашмаль».
Під час Війни за Незалежність Тувіанський формував підрозділи для оборони Єрусалиму та займався проблемами водопостачання. Його призначили командувачем табором Шнелер, куди звозилося продовольство, а також здійснював технічний нагляд за трьома аеродромами.
30 червня 1948 року Меїра викликали на екстрену нараду, яка мала відбутися в Тель-Авіві. Насправді жодної наради не планувалося. Виклик був організований начальником військової розвідки Ізраїлю «АМАН» Ісером Беєрі як міра, що дозволяє непомітно для оточення заарештувати Тувіанського.

### Арешт і страта

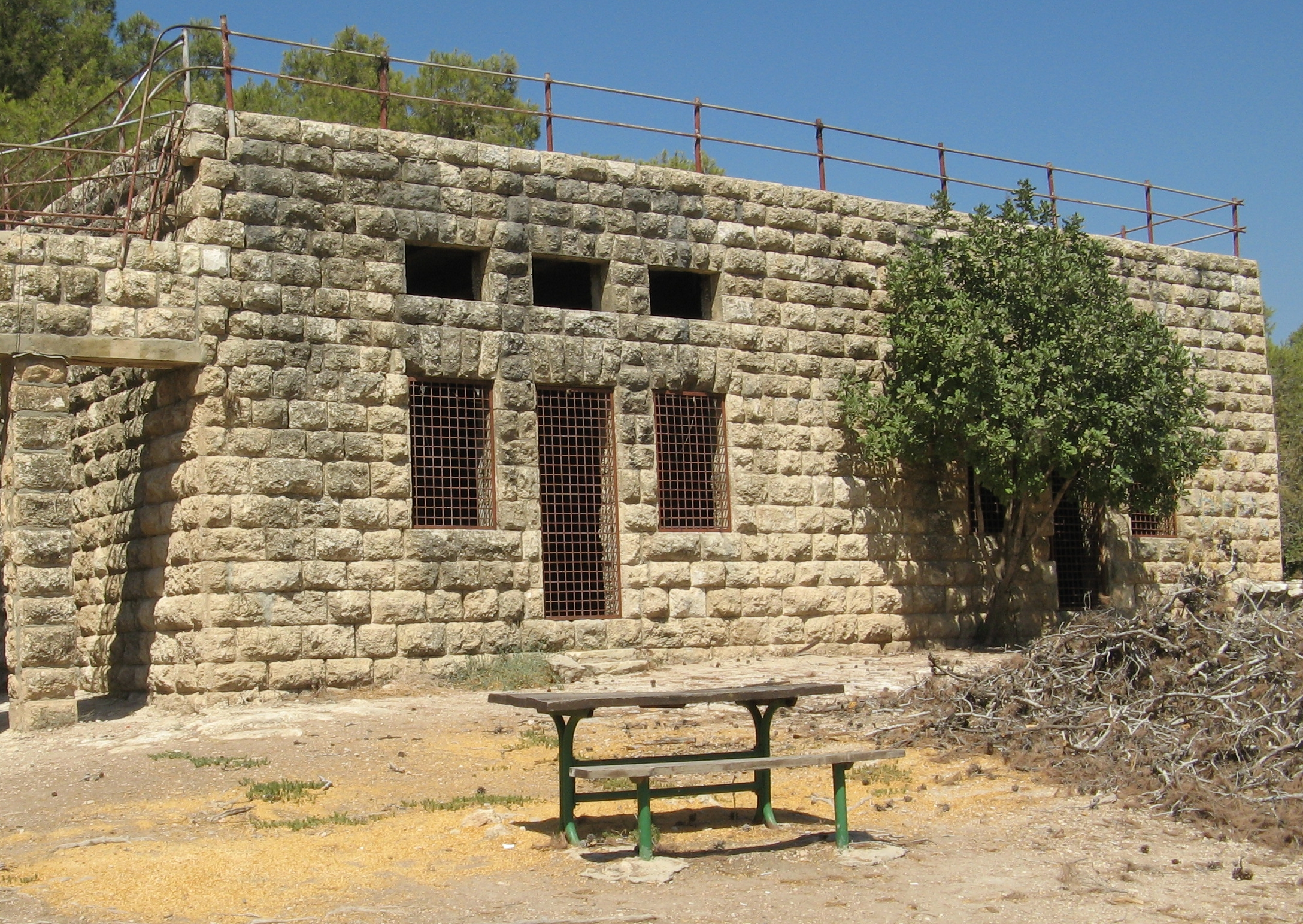
Місце суду над Тувіанським

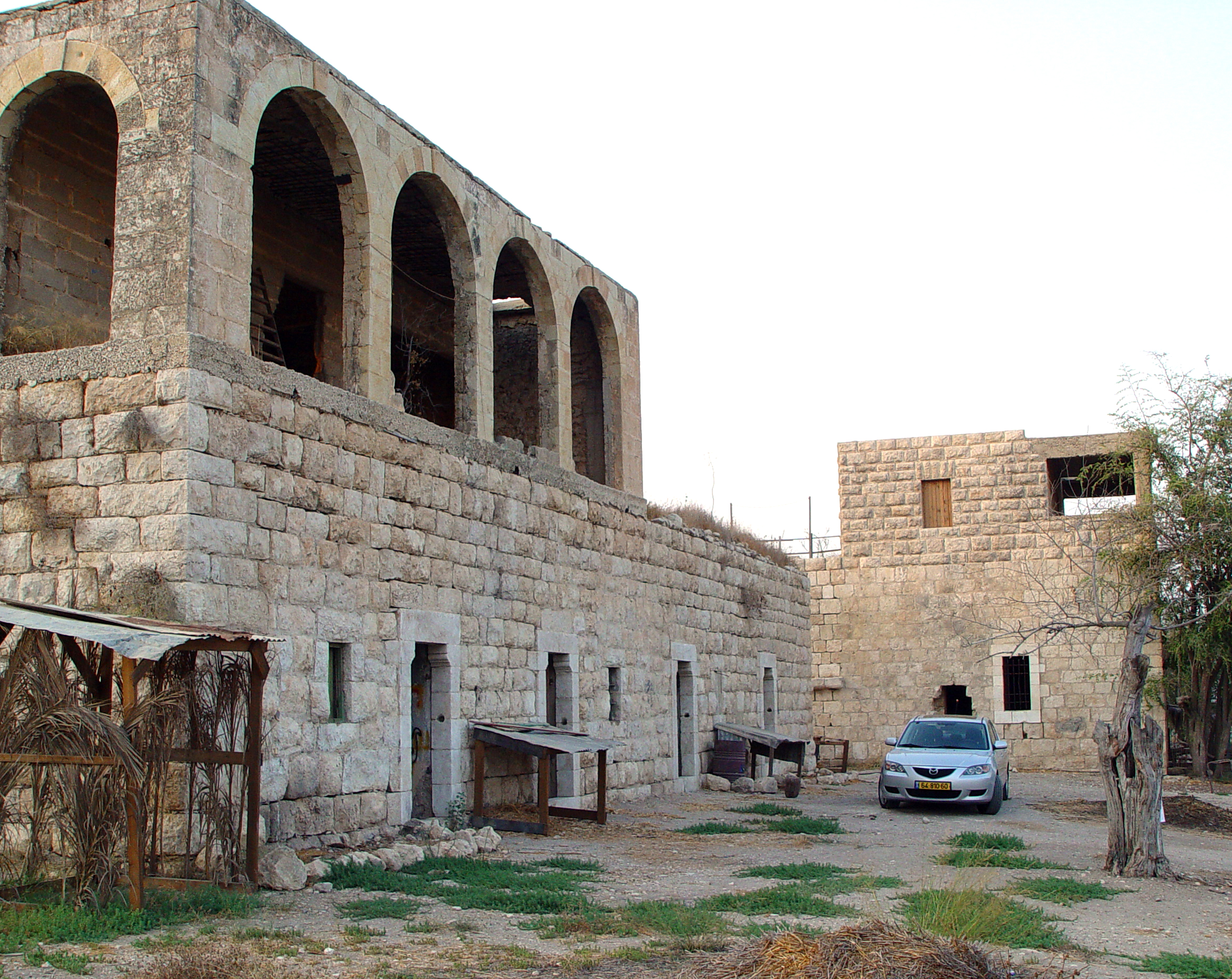
Місце страти

Весною 1948 року в Єрусалимі диверсанти підірвали кілька об'єктів водопостачання міста. Ісер Беєрі вважав, що диверсанти отримали точні дані про розташування цих об'єктів, і провів розслідування, за підсумками якого з'ясував, що мапа таких об'єктів була в одного з британських офіцерів.
Тувіанський потрапив під підозру у передачі цих відомостей і був заарештований. На допиті він показав, що раніше під час служби у британських органах передавав начальству мапу інфраструктурних об'єктів, не підозрюючи у цьому нічого поганого, оскільки британці контролювали місто та знали, що і де в ньому розташоване.
30 червня 1948 року біля села Бейт-Джиз чотири офіцери ізраїльських спецслужб: Ісер Беєрі, Біньямін Гіблі, Авраам Кідрон і Давид Карон судили Тувіанського військово-польовим трибуналом, визнали його винним у зраді і засудили страти.
Тувіанського розстріляли буквально через кілька хвилин після винесення вироку, йому не дали дозволу не тільки захищатися й оскаржити вирок, але навіть написати прощальний лист дружині та прем'єр-міністру Ізраїлю Давиду Бен-Ґуріону, з яким він був особисто знайомий. Вирок був виконаний шістьма солдатами армійскої бригади «Харель», яким навіть не повідомили, кого і за що вони розстрілюють.

## Реабілітація
Дружині Тувіанського Єлені ніхто не повідомив, що сталося з її чоловіком. Деякий час вона вважала, що він просто зник, і намагалася його знайти, опитуючи його товаришів по службі і співробітників спецслужб. Про його арешт, суд і страту вона дізналася з газет через 3 тижні після подій. Коли вона нарешті з'ясувала, що його розстріляли за зраду, вона звернулася до очільника уряду через його юридичного радника Яакова Шимшона-Шапіра з проханням провести розслідування цієї справи.
На той час, крім цієї справи, у Бен-Ґуріона були до Беєрі й інші серйозні претензії, наприклад, вбивство агента військової розвідки араба Алі Кассема та тортури Єгуди Амстера — помічника мера Хайфи. Прем'єр-міністр призначив комісію на чолі з військовим прокурором, яка дійшла висновку, що Тувіанського стратили за злочин, якого він не вчиняв. Беєрі віддали під суд за перевищення повноважень у цій справі.
Суд визнав Ісера Беєрі винним у перевищенні повноважень. Враховуючи старі заслуги Беєрі й особливі обставини, суд засудив його до дня в'язниці. Однак і цей день Беєрі у в'язниці не був, оскільки його помилував президент Ізраїлю Хаїм Вейцман.
У липні 1949 року Давид Бен-Ґуріон особисто повідомив удові Тувіанського про його реабілітацію і приніс їй свої співчуття. Меїра Тувіанського поховали з військовими почестями, а сім'я отримала пенсію за нього як загиблого при виконанні службового обов'язку.
Тувіанський став першим із двох людей, страчених за вироком суду за всю історію Ізраїлю. Другим був Адольф Айхман, який очолював відділ гестапо IV B 4, який відповідав за «остаточне розв'язання єврейського питання». Айхмана засудили за воєнні злочини і повісили в Рамлі у 1962 році.

## Увічнення пам'яті
Після виправдання Меїра Тувіанського ізраїльський поет Натан Альтерман написав вірш «Вдова зрадника» (івр. אלמנת הבוגד), в якому він «схиляє коліна» перед вдовою Тувіанського, що зуміла домогтися справедливості, а також виражає захоплення країною та головою уряду, які виправдали невинного, попри всі «стратегії» та «міркування».